# Comuna Ciocârlia, Ialomița
Ciocârlia este o comună în județul Ialomița, Muntenia, România, formată din satele Ciocârlia (reședința) și Cotorca.

## Așezare
Comuna se află în nord-vestul județului, la nord de orașul Urziceni și la sud de limita cu județul Buzău. Este traversată de șoseaua națională DN2, care leagă Urziceniul de Buzău.

## Demografie
Componența etnică a comunei Ciocârlia
     Români (92,12%)
     Romi (1,31%)
     Alte etnii (6,57%)
Componența confesională a comunei Ciocârlia
     Ortodocși (93,3%)
     Alte religii (6,7%)
Conform recensământului efectuat în 2021, populația comunei Ciocârlia se ridică la 761 de locuitori, în scădere față de recensământul anterior din 2011, când fuseseră înregistrați 806 locuitori. Majoritatea locuitorilor sunt români (92,12%), cu o minoritate de romi (1,31%). Din punct de vedere confesional, majoritatea locuitorilor sunt ortodocși (93,3%).

## Politică și administrație
Comuna Ciocârlia este administrată de un primar și un consiliu local compus din 9 consilieri. Primarul, Eugen Voicilă[*], de la Partidul Social Democrat, este în funcție din octombrie 2020. Începând cu alegerile locale din 2024, consiliul local are următoarea componență pe partide politice:
|  | Partid                    | Consilieri | Componența Consiliului | Componența Consiliului | Componența Consiliului | Componența Consiliului | Componența Consiliului | Componența Consiliului | Componența Consiliului |
|  | ------------------------- | ---------- | ---------------------- | ---------------------- | ---------------------- | ---------------------- | ---------------------- | ---------------------- | ---------------------- |
|  | Partidul Social Democrat  | 7          |                        |                        |                        |                        |                        |                        |                        |
|  | Partidul Național Liberal | 2          |                        |                        |                        |                        |                        |                        |                        |

## Istorie
La sfârșitul secolului al XIX-lea, comuna nu exista, satul Cotorca fiind arondat comunei Urziceni din județul Ialomița, iar satul Ciocârlia (denumit Bozianca) făcând parte din comuna Gârbovi.
În 1925, anuarul Socec consemnează satul Ciocârlia în comuna Gârbovi.
În 1931, satul Cotorca apare ca reședință a comunei suburbane Cotorca a comunei urbane Urziceni. Comuna a apărut înainte de 1968, ea căpătând în acel an forma actuală și devenind comună suburbană a orașului Urziceni. În 1989, s-au desființat comunele suburbane, iar comuna Ciocârlia a fost subordonată din nou județului Ialomița.